# Ambilatres
Les Ambilatres (en latin, Ambiliati ou Ambilatri) étaient un peuple gaulois armoricain, dont la localisation sur la rive sud de la basse-Loire n'est pas établie avec certitude. Ils se trouvaient vraisemblablement en Vendée, dans les Mauges et dans le pays de Retz. Leur territoire fut probablement rattaché à celui de leurs puissants voisins Pictons après la conquête romaine, qui jusqu'alors était situé dans les plaines plus à l'est et au sud.

## Mentions historiques
Ce peuple est connu par deux sources :
- Jules César dans ses Commentaires sur la Guerre des Gaules indique que lors de la campagne de 56 av. J.-C., ils sont du côté des Vénètes.

« Ils (les Vénètes) s’assurent pour cette guerre l’alliance des Osismes, des Lexoviens, des Namnètes, des Ambilatres, des Morins, des Diablintes, des Ménapes ; ils demandent du secours à la Bretagne, qui est située en face de ces contrées. »
— Jules César, Commentaires sur la Guerre des Gaules, livre III, chapitre 9.
- Pline l'Ancien dans son Histoire naturelle :

« À l'Aquitaine appartiennent les Ambilatres (Ambilatri), les Anagnutes, les Pictons, les Santons… »
— Pline, Histoire naturelle, Livre IV, 108.
Le désaccord entre César et Pline peut s'expliquer soit du fait que le territoire des Ambilatres fut intégré au territoire des Pictons en - 56 et que Pline naquit en 23 apr. J.-C., ou soit par une erreur de copiste ; le faible emploi de ce mot ne permet pas de savoir quelle est la bonne version. De même, comme le signale Venceslas Kruta, ce sont probablement les Ambilatres qui sont cités dans un autre texte de César (lRivre VII) sous le nom d’Ambibarii. César donne en effet la liste suivante à propos des secours à Vercingétorix à Alésia, en ce qui concerne les peuples armoricains : les Coriosolites, les Redones, les Ambibarii, les Calètes, les Osismes, les Lémovices, les Unelles. Ambibarii doit sans doute être lu Ambiliati ; on remarque d'ailleurs une autre erreur : Lémovices (Limoges, Limousin) au lieu de Lexovii (Lisieux, Lieuvin) (les Lémovices pourraient difficilement être classés comme des Armoricains, étant donné la distance qui les sépare de la mer).
La question est résolue quand on remplace Lemovices par Lexovii : il s'agit tout simplement de peuples riverains de la Manche. Ambibarii doit donc être étudié en concurrence avec Ambiani, eux-mêmes riverains de la Manche.[réf. nécessaire]

## Étymologie
Le terme ambi signifie probablement des « deux côtés », tandis que selon Jean Hienard, liat ou latr pourrait être un ancien nom désignant la Sèvre Nantaise. Leur nom signifierait donc : « Ceux qui vivent de part et d'autre de la Sèvre Nantaise ».

## Territoire
L'historien José Gomez de Soto[Qui ?], d’après Jean Hiernard, estime que leur territoire recouvrait l’actuel département de la Vendée (voire du reste de la Vendée militaire de 1793-1796), moins les abords du marais poitevin, plus le sud de la Loire-Atlantique et du Maine-et-Loire. Ils étaient probablement aussi présent dans le Bressuirais. Dans cette hypothèse, ils auraient été voisins des Pictons et des Andécaves.
Il faut cependant tenir compte de la place que l'on donne aux Anagnutes : ceux-ci pourraient avoir été situés au sud de la Loire à l'est de la Sèvre, donc dans les Mauges, laissant aux Ambilatres les territoires à l'ouest de cette rivière (pays de Retz). C'est une hypothèse reprise par Axel Levillayer[Qui ?] à partir de l'étude des sites gaulois du pays de Retz, le Lay en Vendée, pouvant marquer la limite méridionale de leur territoire. Aussi bien les Anagnutes que les Ambilatres étaient avant la conquête romaine en relation avec les Vénètes, comme les Namnètes, et faisaient partie du groupe des Gaulois armoricains.
La frontière sud du territoire du peuple des Ambilatres et plus généralement du territoire de la confédération armoricaine devait certainement passer par le lieu-dit « Ingrandes », situé sur la commune de la Réorthe, au sud-est de la vallée du Lay. En effet, ce toponyme, issu du mot gaulois Equoranda est caractéristique des espaces frontaliers entre deux peuples.

### Principales agglomérations
Au début des années 2010, dans le cadre des travaux de contournement sud est de la ville des Herbiers, les archéologues ont mis au jour, à la Cossonnière, un village gaulois relativement conséquent à l'échelle régionale. Ce village était probablement habité par plusieurs centaines de Celtes Ambiliates entre le Ve siècle av. J.-C. et 51 avant J.-C.
À la Ferrière, en Vendée, des fouilles menées par l’INRAP à la fin des années 2010 sur le site archéologique du Plessis Bergeret ont permis d’identifier une ferme datant du IIe siècle av. J.-C. dont la construction a certainement été réalisée par des membres du peuple gaulois des Ambilatres.

## Économie

### Commerce
Les Ambilatres échangeaient probablement avec les autres Gaulois armoricains via le port de Corbilo situé sur la Loire par lequel passait la Route de l'étain. Ainsi, sur l'ensemble du territoire où les Ambilatres étaient probablement présents, on a retrouvé relativement peu de pièces de monnaie pictonnes en comparaison avec le reste du territoire de la Cité des Pictons. En revanche les pièces de monnaie typiques des peuples gaulois armoricains y sont relativement nombreuses.

### Artisanat
Sur l'essentiel du territoire des Ambilatres, les archéologues ont retrouvé un type de vase spécifique : une écuelle dont le profil des bords forment un "s". Ce type de vase, présent à la fois au nord-est et au sud-ouest de la Sèvre Nantaise jusqu'au niveau de la vallée du Lay, pourrait être un élément matériel caractéristique de la culture des Ambilatres.

## Relations avec les Vénètes

### Un peuple client et allié des Vénètes
Les Vénètes, basés dans la région de Vannes (à laquelle ils ont donné son nom) était le peuple probablement le plus puissant d'Armorique et de la façade atlantique gauloise. Ce peuple formait une confédération sud-armoricaine qui s'étendait de part et d'autre de l'estuaire de la Loire avec des peuples alliés, dont faisaient partie les Ambilatres, mais qui incluait aussi les Namnètes et peut-être les Anagnutes. Les Vénètes laissèrent, d'ailleurs, leur nom gaulois "vindo" (blanc ou beau) à de nombreux toponymes de la façade atlantique armoricaine, tels que Belle-Île.
L'île d'Her (Noirmoutier), appartenait au territoire des Ambiliates. Cependant Pline l'Ancien cite cette île comme faisant partie du groupe des îles dites "vénétiques", qui s'étendaient de Quiberon à Noirmoutier. Ainsi, selon Henri Pineau, il est possible que Noirmoutier constituait un avant-poste des Vénètes que ces derniers occupaient ponctuellement pour contrôler la façade atlantique.

### La rivalité entre les Vénètes et les Pictons au sud de la Loire
La présence de leurs alliés sur les deux rives de l'estuaire de la Loire permettait probablement aux Vénètes de contrôler une grande partie du commerce de l'étain notamment vers les îles Britanniques. Ce commerce et la richesse qui en était tirée, attirait probablement la convoitise des peuples voisins et notamment des Pictons qui constituaient eux aussi l'un des peuples les plus puissants de la Gaule celtique. Ce peuple, présent essentiellement dans les plaines à l'est et au sud est du territoire des Ambilatres, tirait sa puissance du contrôle du seuil du Poitou, axe commercial majeur entre l'Europe du Nord et la péninsule Ibérique, ainsi que de sa façade maritime donnant sur le golfe des Pictons . Ainsi avant la conquête romaine, les Pictons étaient déjà présents au sud-est de la Vendée comme l'a révélé la découverte d'une de leurs villes, sur le site des Chirons au Poiré-sur-Velluire, par laquelle ils accédaient probablement au golfe des Pictons.
En 56 av. J.-C., peu de temps après la conquête romaine, et alors que l'Armorique était encore mal contrôlée par les Romains, les Pictons et leurs alliés Santons, habituellement ennemis des Armoricains, se seraient alliés aux romains dans leur lutte contre la thalassocratie des Vénètes, dans l'objectif d'obtenir des gains territoriaux,. Ils auraient alors probablement envahi le pays des Ambilatres. Duratios, roi des Pictons, aurait ensuite donné des navires et des soldats aux romains qui seraient partis du port de Sidunum (Saint-Gilles-Croix-de-Vie) combattre les Vénetes. Ne pouvant résister face à la marine picto-romaine lors de la bataille navale dite du Morbihan (probablement au large de Saint-Gildas-de-Rhuys), les Armoricains perdirent cette « guerre des Vénètes » et furent soumis.

## Rattachement à la Cité des Pictons et à la province d'Aquitaine

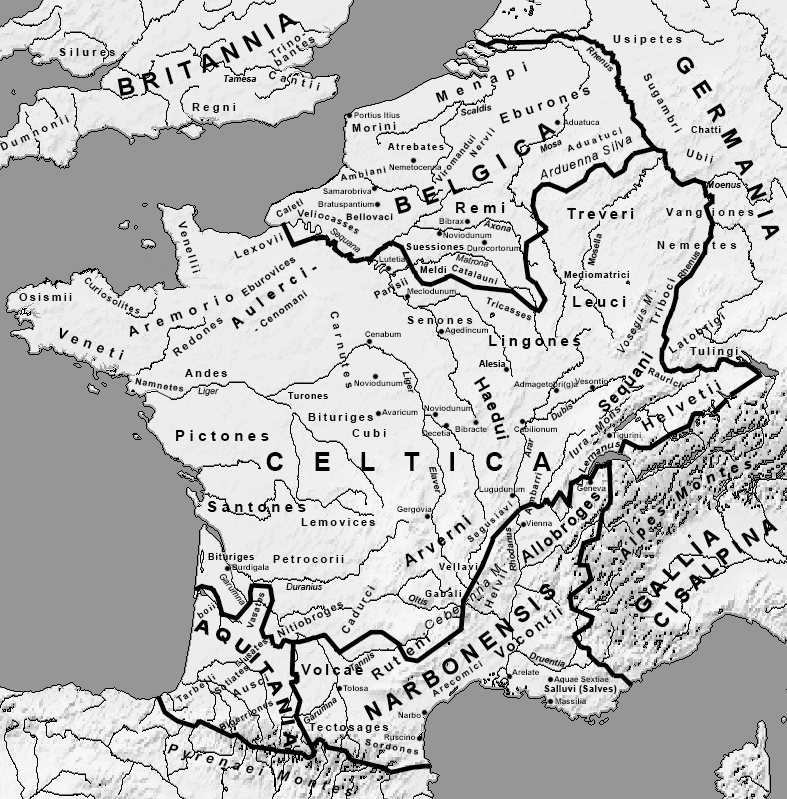
Carte des peuples gaulois. Le territoire des Ambilatres fut probablement rattaché à celui des Pictons après la guerre des Vénètes

Après la Guerre des Vénètes, l'organisation romaine des provinces en Gaule supprime l'autonomie Ambilatre : leur territoire (dans l’hypothèse où ils étaient établis en Vendée actuelle et pays de Retz) est rattaché à la cité des Pictons et à la province d’Aquitaine. Les travaux de J. Hiernard vont dans ce sens. Selon celui-ci, ce peuple aurait été rattaché dès l'époque de César à celui des Pictons, pour récompenser ces derniers de leur attitude lors des soulèvements armoricains de -56.
La ville de Ratiatum (Rezé), dont des éléments très importants ont été retrouvés (mur gallo-romain de Saint-Lupien), a dû être créée à l'initiative des Pictons sur le territoire précédemment ambilatre. Elle se développe dès le règne d'Auguste face à la ville namnète de Condevicnum (Nantes) et est citée par Ptolémée au IIe siècle comme une des deux villes de la cité des Pictons, avec Limonum (Poitiers).
Quelques années plus tard, en 52 av. J.-C., alors que les Arvernes, dernier peuple gaulois non conquis, résistaient aux Romains, une partie de la Civitas des Pictons se révolta contre le chef des Pictons Duratios, allié de Rome, et envoya contre sa volonté, environ 8 000 soldats aider Vercingétorix à Alésia.
Au cours des siècles suivants, alors que la Cité des Pictons était florissante et que sa partie orientale (Haut-Poitou) connaissait l'opulence, sa partie occidentale (Bas-Poitou), resta déshéritée et marquée par la misère et le sous-développement. Gilbert-Charles Picard fait d'ailleurs l'hypothèse que la révolte survenue  dans la seconde moitié du IIe siècle, qui souleva l'Armorique et dévasta plusieurs villes de la Civitas des Pictons avait pour origine le bocage bas-poitevin où les populations pauvres avaient certainement conservé à travers les siècles un certain ressentiment vis-à-vis de l'aristocratie pictonne.